# Bauerschaft Neviges
Die Bauerschaft Neviges war im 19. Jahrhundert eine der untersten Verwaltungseinheiten in der bergischen Bürgermeisterei Hardenberg im Kreis Elberfeld des Regierungsbezirks Düsseldorf innerhalb der preußischen Rheinprovinz.
Die Bauerschaft umfasste die Außenorte des Kirchdorfs Neviges, die nicht anderen Dörfern oder Bauerschaften der Bürgermeisterei angehörten. Das Gemeindelexikon für die Provinz Rheinland listet die Ortschaften und Wohnplätze 1888 detailliert auf: Am Irrthum, Erholung, Helsbeck, Hohenbruch, Kempen im Backhaus, Kempem im Bruch, Kleinenkempen, Lohmühle, Lüpkesberg, Motschenbruch, Oben zum Siepen, Pannenschoppen, Steinkuhle, Theimberg, Titschenhof, Untem im Holz, Unten zum Siepen und Unterste Lohmühle. Zu dieser Zeit lebten in diesen Orten 567 Menschen in 43 Wohnhäusern.